# Eusarsiella zostericola
Eusarsiella zostericola är en kräftdjursart som först beskrevs av Joseph Augustine Cushman 1906.  Eusarsiella zostericola ingår i släktet Eusarsiella och familjen Sarsiellidae. Inga underarter finns listade i Catalogue of Life.